# 2. slovenská fotbalová liga 1993/1994
V soubojích 1. ročníku 2. slovenské fotbalové ligy 1993/94 se utkalo 16 týmů dvoukolovým systémem podzim - jaro. Do soutěže bylo zařazeno 9 družstev z posledního ročníku 1. SNFL, které skončili na 6. až 15. místě a zbytek obsadili nejlepší družstva z 2. SNFL. Vítězem ročníku se stal tým BSC JAS Bardejov, který postoupil do dalšího ročníku 1. ligy. O patro níž sestoupil tým FC STK Senec.

## Konečná tabulka
| Poř. | Tým                           | Z  | V  | R  | P  | VG | OG | B  |
| ---- | ----------------------------- | -- | -- | -- | -- | -- | -- | -- |
| 1.   | BSC JAS Bardejov              | 30 | 17 | 8  | 5  | 50 | 17 | 42 |
| 2.   | Slovan Poľnohospodár Levice   | 30 | 16 | 7  | 7  | 43 | 30 | 39 |
| 3.   | Slavoj Poľnohospodár Trebišov | 30 | 14 | 7  | 9  | 41 | 31 | 35 |
| 4.   | FC Artmedia Petržalka         | 30 | 14 | 5  | 11 | 37 | 27 | 33 |
| 5.   | ŠK Tesla Slovstav Stropkov    | 30 | 11 | 10 | 9  | 41 | 38 | 32 |
| 6.   | TJ ŠM Gabčíkovo               | 30 | 14 | 4  | 12 | 44 | 44 | 32 |
| 7.   | FK Slovan Duslo Šaľa          | 30 | 13 | 6  | 11 | 36 | 37 | 32 |
| 8.   | Magnezit ŠM Jelšava           | 30 | 10 | 11 | 9  | 41 | 37 | 31 |
| 9.   | ŠKP Bratislava                | 30 | 11 | 8  | 11 | 47 | 42 | 30 |
| 10.  | FC Vráble                     | 30 | 9  | 11 | 10 | 41 | 42 | 29 |
| 11.  | ŠK Texicom Ružomberok         | 30 | 12 | 5  | 13 | 48 | 53 | 29 |
| 12.  | ŠK Slovan Bratislava „B“      | 30 | 8  | 11 | 11 | 44 | 47 | 27 |
| 13.  | ŠK Matador Púchov             | 30 | 11 | 4  | 15 | 36 | 52 | 26 |
| 14.  | FC Spartak ZŤS Dubnica n/V    | 30 | 7  | 11 | 12 | 35 | 47 | 25 |
| 15.  | 1. FC Košice „B“              | 30 | 9  | 6  | 15 | 38 | 41 | 24 |
| 16.  | FC STK Senec                  | 30 | 6  | 2  | 22 | 23 | 60 | 12 |

Poznámky
- Senci byly odebrány dva body.
- Z = Odehrané zápasy; V = Vítězství; R = Remízy; P = Prohry; VG = Vstřelené góly; OG = Obdržené góly; B = Body

|  | postup do 1. ligy 1994/95 |
|  | sestup do 3. ligy 1994/95 |